# Ludwig Heck (Zoologe)

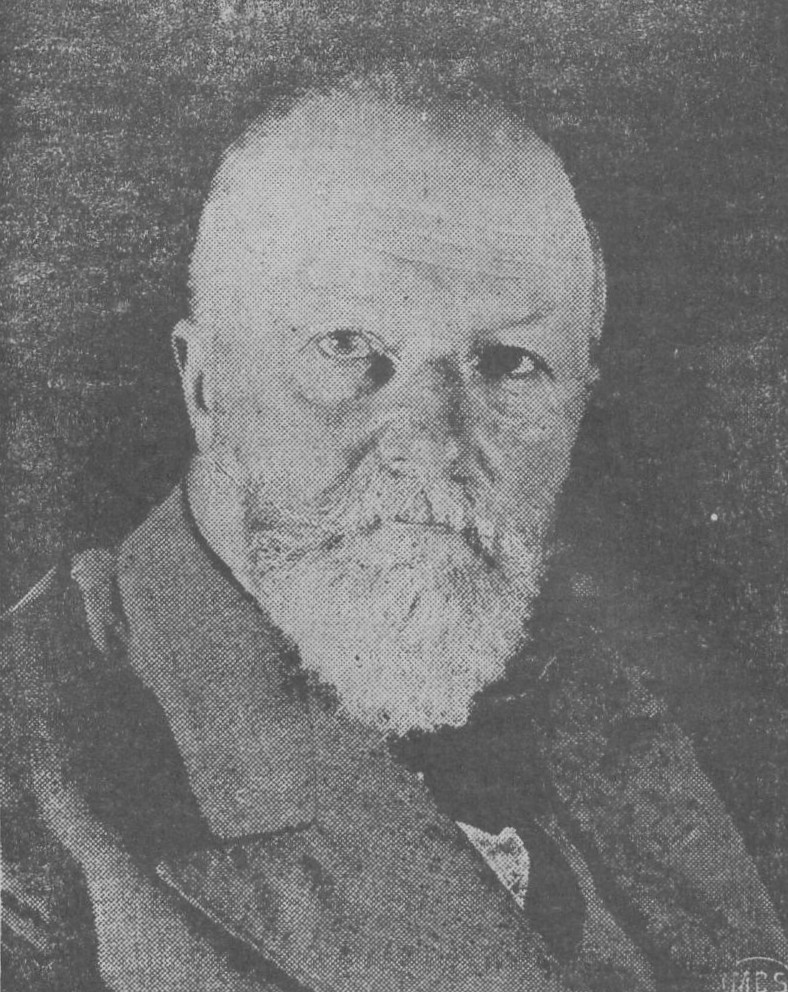
Ludwig Heck, um 1935

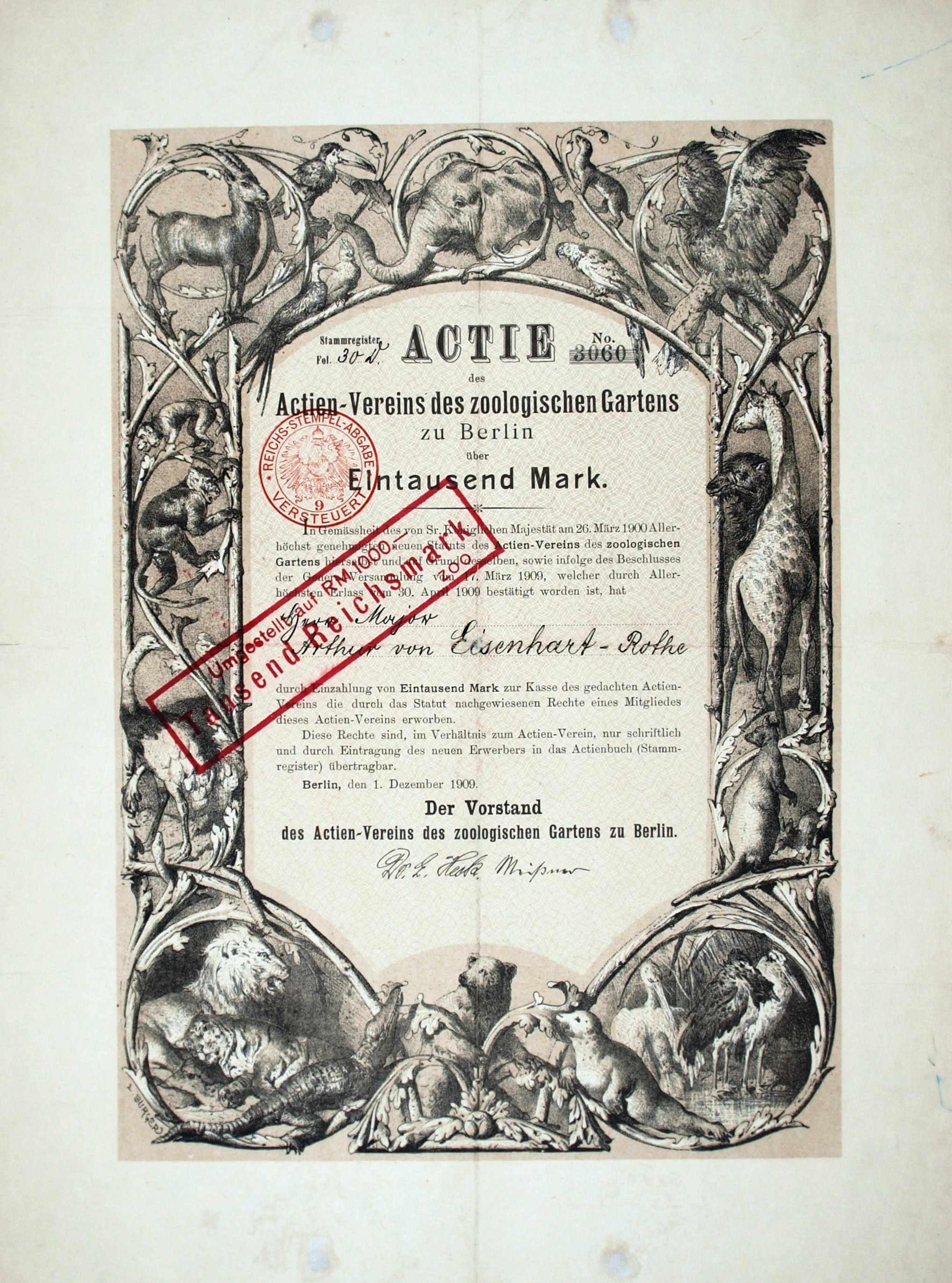
Aktie des Actien-Vereins des zoologischen Gartens zu Berlin vom 1. Dezember 1909 mit Unterschrift von Vorstand Dr. Ludwig Heck

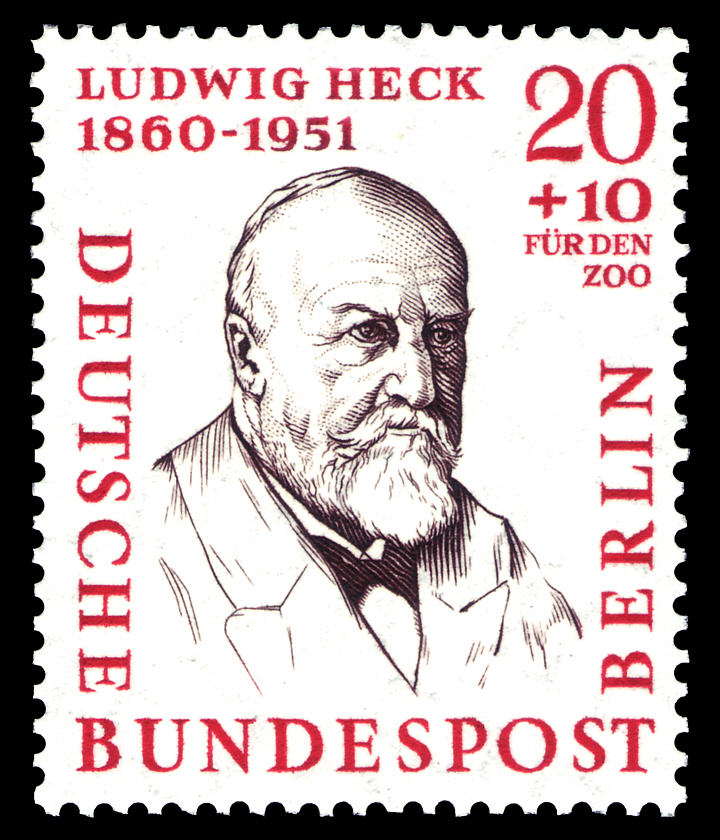
Ludwig Heck auf einer Briefmarke der Deutschen Bundespost Berlin (1957) aus der Serie Männer aus der Geschichte Berlins

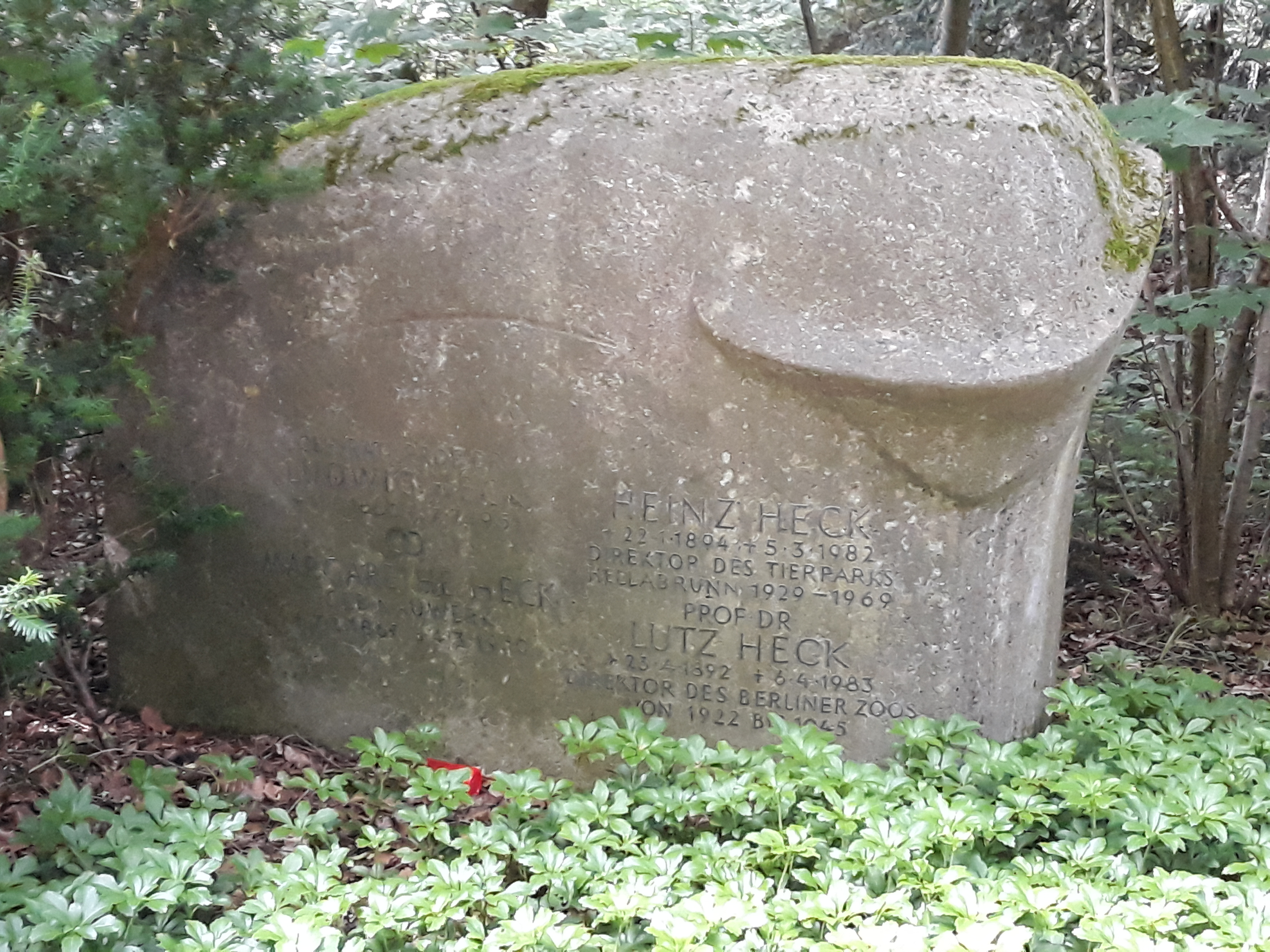
Das Grab von Ludwig Heck und seiner Ehefrau Margarethe geborene Nauwerk im Familiengrab auf dem Waldfriedhof München

Ludwig Heck (* 11. August 1860 in Darmstadt; † 17. Juli 1951 in München) war Biologe und Zoodirektor in Berlin.

## Leben
Ludwig Heck wurde am 11. August 1860 als einziger Sohn des Oberlehrers Georg Heck in Darmstadt geboren. Er studierte in Straßburg, Darmstadt, Gießen, Berlin und Leipzig. Während seines Studiums wurde er 1880 Mitglied im Akademisch-Naturwissenschaftlichen Verein, aus dem er 1897 aber wieder austrat. Am  4. Juli 1885 wurde er zum Dr. phil. an der Universität Leipzig promoviert.
Heck wurde am 1. Juni 1886 zum Direktor des Kölner Zoos bestellt. Zum 1. Juni 1888 wechselte er als Direktor an den Zoologischen Garten Berlin, den er bis zum 31. Dezember 1931 leitete. Als Direktor des Zoologischen Gartens initiierte er den Transport von Tieren aus deutschen Kolonien nach Berlin, so auch einen Waldelefanten (Loxondota cyclotis) aus Kamerun im Jahr 1899. Heck ließ verschiedene Gebäude errichten, wie zum Beispiel das Stelzenvogelhaus, Elefantentor und das Straußenhaus. Sie sollten laut Heck nicht nur ästhetisch ansprechend sein, sondern hatten auch eine ethnografisch-bildende Funktion.
Am 17. Juli 1888 vermählte sich Heck mit Margarete Nauwerk. Aus der Ehe gingen zwei Töchter und die Söhne Lutz Heck und Heinz Heck hervor. Bis ins hohe Alter geistig rege, starb Ludwig Heck am 17. Juli 1951 im Münchener Tierpark Hellabrunn. Der Bildhauer Hugo Lederer hatte 1931 eine Porträt-Büste von ihm geschaffen.
Da Heck sich als Forscher mit der zoologischen Rassenkunde beschäftigte, war er auch an der Entwicklung der Gedankengebäude der Rassenlehre und des Sozialdarwinismus beteiligt.
Im April 1931 veranstaltete er am Berliner Zoo eine Völkerschau, zu der er eine Gruppe von Afrikanern und Afrikanerinnen nach Berlin transportieren ließ, um sie im Zoo auszustellen.  Heck war eng mit dem Nationalsozialismus verbunden. So beteiligte er sich am Forschungsprojekt „Wald und Baum in der arisch-germanischen Geistes- und Kulturgeschichte“, welches unter der Schirmherrschaft von Hermann Göring und Heinrich Himmler entstanden war. „‚Wald und Baum‘ zielte inhaltlich darauf ab, als ideologisches Großforschungsprojekt die Fusion von Wald, Germanen- und Ariertum wissenschaftlich nachzuweisen; politisch darauf, die Grenzen des Germanentums weit zu stecken; forschungsstrategisch darauf, für die Forschungsgemeinschaft Deutsches Ahnenerbe der SS ein Terrain zu okkupieren.“ Zu seinem 80. Geburtstag wurde Heck von Adolf Hitler persönlich mit der Goethe-Medaille für Kunst und Wissenschaft, der höchsten Kulturauszeichnung des NS-Staates, geehrt.

## Ehrungen
Er war seit 1895 Mitglied der Leopoldina.
Nach Ludwig Heck war von 1956 bis 2018 in Mariendorf, einem Ortsteil von Berlin-Tempelhof, eine Grundschule benannt. Die Schulleiterin Sibylle Kähler-Schubert stieß 2014 nach ihrem Dienstantritt die kritische Auseinandersetzung mit dem Namensgeber und seiner NS-Vergangenheit an, Ende 2017 führte ein Offener Brief von dem Verein Forum Kritische Psychologie und dem Münchener Künstler Wolfram P. Kastner an Senatsverwaltungen, Abgeordnete und das Bezirksamt Tempelhof-Schöneberg zu einer Diskussion in der Öffentlichkeit. Als geeignete neue Namenspatronin der Schule wurde die jüdische Dichterin Mascha Kaléko ausgewählt. Seit dem 7. Juni 2018 trägt die Schule offiziell den Namen Mascha-Kaléko-Grundschule.

## Werke
- Neubearbeitung der vier Säugetierbände der 4. Auflage von Brehms Tierleben, teilweise gemeinsam mit Max Hilzheimer
- mit anderen: Das Tierreich (= Hausschatz des Wissens. Abteilung VI, Bände 8 und 9.), J. Neumann, Neudamm 1894 und 1897. (Einleitung und Säugetiere)
- Lebende Bilder aus dem Reich der Tiere. Augenblicksaufnahmen nach dem lebenden Tierbestande des Berliner Zoologischen Gartens. Werner Verlag, Leipzig 1899.
- Schimpanse Bobby und meine anderen Freunde. Carl Reissner, Dresden 1931.
- Heiter-ernste Lebensbeichte. Erinnerungen eines alten Tiergärtners. Deutscher Verlag, Berlin 1938.